# Yamada Otozō
Yamada Otozō (山田 乙三 Sơn Điền Ất Tam) (6 tháng 11 năm 1881 - 18 tháng 7 năm 1965) là một quân nhân Nhật Bản cấp Đại tướng. Ông là vị chỉ huy cuối cùng của đạo quân Quan Đông. Năm 1945, ông đã cùng đạo quân Quan Đông, chính phủ và quân đội Mãn Châu đầu hàng Hồng Quân sau Chiến dịch Mãn Châu.

## Tiểu sử
Yamada Otozō sinh ra ở tỉnh Nagano, Nhật Bản. Ông rất đam mê, yêu thích và giỏi quân sự. Năm 1903, ông đã tốt nghiệp Trường Sĩ quan Lục quân (Đế quốc Nhật Bản). Đến năm 1912, ông lại tốt nghiệp Đại học Lục quân (Đế quốc Nhật Bản).
Sau khi tốt nghiệp, ông được biên chế vào một trung đoàn kị binh. Năm 1925, ông được phong hàm Đại tá và trở thành chỉ huy Trung đoàn Kị binh 26. Đến năm 1926, ông trở thành Tham mưu trưởng của đạo quân Nhật Bản đóng tại Hàn Quốc. Sau đó, ông đã phục vụ cho Bộ tổng tham mưu Lục quân đế quốc Nhật Bản từ năm 1927 đến năm 1930.
Yamada được thăng hàm thiếu tướng vào năm 1930 và trở thành hiệu trưởng trường huấn luyện kị binh. Từ năm 1931 đến năm 1932, ông nắm quyền chỉ huy Lữ đoàn Kị binh số 4, trước khi nắm một số công việc quản lý (trong đó có Hiệu trưởng Học viện Lục quân) cho đến năm 1937. Ông được phong Trung tướng vào năm 1934.
Khi Chiến tranh Trung-Nhật nổ ra năm 1937, ông được chuyển sang chỉ huy sư đoàn 12 của đạo quân Quan Đông đóng tại Mãn Châu. Năm 1938, ông trở thành chỉ huy trưởng Tập đoàn quân số 3 và sau đó là Trung Chi Na Phái khiển quân từ năm 1938–1939.
Yamada được phong hàm Đại tướng vào năm 1940, sau đó được triệu hồi về Nhật Bản tham gia vào Cơ quan Thanh tra Huấn luyện Quốc phòng từ 1940-1944. Trong thời gian này, ông còn là thành viên của Hội đồng chiến tranh tối cao. Tháng 7 năm 1944, ông trở thành chỉ huy của đạo quân Quan Đông và là vị chỉ huy cuối cùng của đạo quân này. Tuy nhiên, ông nhanh chóng đề nghị Tổng hành dinh Lục quân rằng sẽ không thể giữ được biên giới với Liên Xô với các lực lượng sẵn có. Sau đó, không nhận được tiếp viện từ Nhật, Yamada đã cho tổ chức một số lượng lớn những người đi quân dịch và tự nguyện không được huấn luyện nhiều thành 8 sư đoàn bộ binh và 7 lữ đoàn bộ binh mới. Khi Quân đội Xô Viết tấn công Mãn Châu ngày 9 tháng 8 năm 1945, các lực lượng của Yamada đã bị đánh bại chỉ trong vài ngày. Sáng ngày 19 tháng 8, khi Hồng quân Liên Xô nhảy dù xuống Trường Xuân chiếm Bộ tư lệnh đạo quân Quan Đông, Yamada cùng toàn bộ tư lệnh đã cúi đầu trao kiếm làm lễ đầu hàng.
Sau chiến tranh, Yamada bị Liên Xô bắt làm tù binh. Ông bị kết án là tội phạm chiến tranh với án tù 25 năm tại trại tập trung Khabarovsk.
Yamada được thả năm 1956 và sau đó trở về Nhật Bản. Ở đây, ông mất vào năm 1965, hưởng thọ 83 tuổi.

### Sách
- Frank, Richard B. (2001). Downfall: The End of the Imperial Japanese Empire. Penguin. ISBN 0-14-100146-1.
- Fuller, Richard (1992). Shokan: Hirohito's Samurai. London: Arms and Armor. ISBN 1-85409-151-4.
- Hayashi, Saburo (1959). Kogun: The Japanese Army in the Pacific War. Cox, Alvin D. Quantico, VA: The Marine Corps Association.
- Nhiều tác giả (2004). Nhật Bản trong Chiến tranh Thái Bình Dương. Nhà xuất bản Công an nhân dân.

### Web
- Ammenthorp, Steen. "Yamada, Otozo". Các vị tướng trong Thế chiến II.
- Wendel, Marcus. "Danh sách các chỉ huy trưởng Đạo quân Quan Đông". Lịch sử Phe Trục.